# Großer Preis von Mexiko
Unter dem Namen Großer Preis von Mexiko (seit 2021 offiziell Großer Preis von Mexiko-Stadt) werden seit 1962 in unregelmäßigen Abständen Motorsportveranstaltungen in Mexiko auf der Rennstrecke Autódromo Hermanos Rodríguez (bis 1979 noch Magdalena Mixhuca) in Mexiko-Stadt durchgeführt. Zwischen 1963 und 1970, 1986 und 1992, 2015 und 2019 sowie ab 2021 wurden bzw. werden zur Formel-1-Weltmeisterschaft zählende Rennen veranstaltet.

## Geschichte
In den ersten Jahren betrug die Länge einer Rennrunde 5,000 km, ab 1996 wurde auf dem umgebauten Kurs in einer Länge von 4,421 km gefahren, der zwischen 2002 und 2005 im Bereich der Zielkurve eine modifizierte Streckenführung hatte. 2015 wurde die Strecke, erneut in stark veränderter Form und nun mit einer Länge von 4,304 Kilometern, erneut in den Rennkalender aufgenommen.
Der erste mexikanische Grand Prix wurde 1962 abgehalten, zählte jedoch nicht zur Weltmeisterschaft. Im Training verunglückte der Mexikaner Ricardo Rodríguez tödlich. Den Sieg des Rennens teilten sich die Lotus-Fahrer Jim Clark und Trevor Taylor mit einer Gesamtzeit von 2:03:50,9 Stunden. Platz zwei wurde von Jack Brabham für sein Brabham-Team und Platz drei von dem Lotus-Piloten Innes Ireland belegt. Die Pole-Position mit einer Zeit von 2:00,1 Minuten und die schnellste Rennrunde in 1:59,7 Minuten konnte ebenfalls Clark erreichen.
Im Jahr 1987 wurde das Rennen nach einem Unfall von Derek Warwick abgebrochen und später wieder neu gestartet. Das Endergebnis waren die addierten Zeiten aus beiden Läufen.
Im Juli 2014 gab Bernie Ecclestone bekannt, dass ein fünfjähriger Vertrag abgeschlossen wurde und 2015 die Formel 1 wieder in Mexiko starten soll. 2015 war die Strecke nach dem Großen Preis von Italien die zweitschnellste im Rennkalender. Als Besonderheit des Kurses gilt, dass die Rennstrecke durch das Baseball-Stadion Foro Sol führt und die Tribünen des Stadions auch für das Rennen genutzt werden. Hier findet zudem die Siegerehrung nach dem Rennen statt.
Für 2020 wurde das Rennen aufgrund der COVID-19-Pandemie abgesagt.

## Ergebnisse
| Auflage | Jahr          | Strecke                                 | Sieger                                  | Zweiter                                 | Dritter                                 | Pole-Position                           | Schnellste Runde                        |                              |
| ------- | ------------- | --------------------------------------- | --------------------------------------- | --------------------------------------- | --------------------------------------- | --------------------------------------- | --------------------------------------- | ---------------------------- |
| 01      | 1962          | Mexiko-Stadt                            | Jim Clark Trevor Taylor (Lotus-Climax)  | Jack Brabham (Brabham-Climax)           | Innes Ireland (Lotus-Climax)            | Jim Clark (Lotus-Climax)                | Jim Clark (Lotus-Climax)                |                              |
| 02      | 1963          | Mexiko-Stadt                            | Jim Clark (Lotus-Climax)                | Jack Brabham (Brabham-Climax)           | Richie Ginther (B.R.M.)                 | Jim Clark (Lotus-Climax)                | Jim Clark (Lotus-Climax)                |                              |
| 03      | 1964          | Mexiko-Stadt                            | Dan Gurney (Brabham-Climax)             | John Surtees (Ferrari)                  | Lorenzo Bandini (Ferrari)               | Jim Clark (Lotus-Climax)                | Jim Clark (Lotus-Climax)                |                              |
| 04      | 1965          | Mexiko-Stadt                            | Richie Ginther (Honda)                  | Dan Gurney (Brabham-Climax)             | Mike Spence (Lotus-Climax)              | Jim Clark (Lotus-Climax)                | Dan Gurney (Brabham-Climax)             |                              |
| 05      | 1966          | Mexiko-Stadt                            | John Surtees (Cooper-Maserati)          | Jack Brabham (Brabham-Repco)            | Denis Hulme (Brabham-Repco)             | John Surtees (Cooper-Maserati)          | Richie Ginther (Honda)                  |                              |
| 06      | 1967          | Mexiko-Stadt                            | Jim Clark (Lotus-Ford)                  | Jack Brabham (Brabham-Repco)            | Denis Hulme (Brabham-Repco)             | Jim Clark (Lotus-Ford)                  | Jim Clark (Lotus-Ford)                  |                              |
| 07      | 1968          | Mexiko-Stadt                            | Graham Hill (Lotus-Ford)                | Bruce McLaren (McLaren-Ford)            | Jackie Oliver (Lotus-Ford)              | Jo Siffert (Lotus-Ford)                 | Jo Siffert (Lotus-Ford)                 |                              |
| 08      | 1969          | Mexiko-Stadt                            | Denis Hulme (McLaren-Ford)              | Jacky Ickx (Brabham-Ford)               | Jack Brabham (Brabham-Ford)             | Jack Brabham (Brabham-Ford)             | Jacky Ickx (Brabham-Ford)               |                              |
| 09      | 1970          | Mexiko-Stadt                            | Jacky Ickx (Ferrari)                    | Clay Regazzoni (Ferrari)                | Denis Hulme (McLaren-Ford)              | Clay Regazzoni (Ferrari)                | Jacky Ickx (Ferrari)                    |                              |
|         | 1971 bis 1985 | kein Großer Preis von Mexiko            | kein Großer Preis von Mexiko            | kein Großer Preis von Mexiko            | kein Großer Preis von Mexiko            | kein Großer Preis von Mexiko            | kein Großer Preis von Mexiko            |                              |
| 10      | 1986          | Mexiko-Stadt                            | Gerhard Berger (Benetton-BMW)           | Alain Prost (McLaren-TAG)               | Ayrton Senna (Lotus-Renault)            | Ayrton Senna (Lotus-Renault)            | Nelson Piquet (Williams-Honda)          |                              |
| 11      | 1987          | Mexiko-Stadt                            | Nigel Mansell (Williams-Honda)          | Nelson Piquet (Williams-Honda)          | Riccardo Patrese (Brabham-BMW)          | Nigel Mansell (Williams-Honda)          | Nelson Piquet (Williams-Honda)          |                              |
| 12      | 1988          | Mexiko-Stadt                            | Alain Prost (McLaren-Honda)             | Ayrton Senna (McLaren-Honda)            | Gerhard Berger (Ferrari)                | Ayrton Senna (McLaren-Honda)            | Alain Prost (McLaren-Honda)             |                              |
| 13      | 1989          | Mexiko-Stadt                            | Ayrton Senna (McLaren-Honda)            | Riccardo Patrese (Williams-Renault)     | Michele Alboreto (Tyrrell-Ford)         | Ayrton Senna (McLaren-Honda)            | Nigel Mansell (Ferrari)                 |                              |
| 14      | 1990          | Mexiko-Stadt                            | Alain Prost (Ferrari)                   | Nigel Mansell (Ferrari)                 | Gerhard Berger (McLaren-Honda)          | Gerhard Berger (McLaren-Honda)          | Alain Prost (Ferrari)                   |                              |
| 15      | 1991          | Mexiko-Stadt                            | Riccardo Patrese (Williams-Renault)     | Nigel Mansell (Williams-Renault)        | Ayrton Senna (McLaren-Honda)            | Riccardo Patrese (Williams-Renault)     | Nigel Mansell (Williams-Renault)        |                              |
| 16      | 1992          | Mexiko-Stadt                            | Nigel Mansell (Williams-Renault)        | Riccardo Patrese (Williams-Renault)     | Michael Schumacher (Benetton-Ford)      | Nigel Mansell (Williams-Renault)        | Gerhard Berger (McLaren-Honda)          |                              |
|         | 1993 bis 2014 | kein Großer Preis von Mexiko            | kein Großer Preis von Mexiko            | kein Großer Preis von Mexiko            | kein Großer Preis von Mexiko            | kein Großer Preis von Mexiko            | kein Großer Preis von Mexiko            | kein Großer Preis von Mexiko |
| 17      | 2015          | Mexiko-Stadt                            | Nico Rosberg (Mercedes)                 | Lewis Hamilton (Mercedes)               | Valtteri Bottas (Williams-Mercedes)     | Nico Rosberg (Mercedes)                 | Nico Rosberg (Mercedes)                 |                              |
| 18      | 2016          | Mexiko-Stadt                            | Lewis Hamilton (Mercedes)               | Nico Rosberg (Mercedes)                 | Daniel Ricciardo (Red Bull-TAG Heuer)   | Lewis Hamilton (Mercedes)               | Daniel Ricciardo (Red Bull-TAG Heuer)   |                              |
| 19      | 2017          | Mexiko-Stadt                            | Max Verstappen (Red Bull-TAG Heuer)     | Valtteri Bottas (Mercedes)              | Kimi Räikkönen (Ferrari)                | Sebastian Vettel (Ferrari)              | Sebastian Vettel (Ferrari)              |                              |
| 20      | 2018          | Mexiko-Stadt                            | Max Verstappen (Red Bull-TAG Heuer)     | Sebastian Vettel (Ferrari)              | Kimi Räikkönen (Ferrari)                | Daniel Ricciardo (Red Bull-TAG Heuer)   | Valtteri Bottas (Mercedes)              |                              |
| 21      | 2019          | Mexiko-Stadt                            | Lewis Hamilton (Mercedes)               | Sebastian Vettel (Ferrari)              | Valtteri Bottas (Mercedes)              | Charles Leclerc (Ferrari)               | Charles Leclerc (Ferrari)               |                              |
|         | 2020          | abgesagt aufgrund der COVID-19-Pandemie | abgesagt aufgrund der COVID-19-Pandemie | abgesagt aufgrund der COVID-19-Pandemie | abgesagt aufgrund der COVID-19-Pandemie | abgesagt aufgrund der COVID-19-Pandemie | abgesagt aufgrund der COVID-19-Pandemie |                              |
| 22      | 2021          | Mexiko-Stadt                            | Max Verstappen (Red Bull-Honda)         | Lewis Hamilton (Mercedes)               | Sergio Pérez (Red Bull-Honda)           | Valtteri Bottas (Mercedes)              | Valtteri Bottas (Mercedes)              |                              |
| 23      | 2022          | Mexiko-Stadt                            | Max Verstappen (Red Bull-RBPT)          | Lewis Hamilton (Mercedes)               | Sergio Pérez (Red Bull-RBPT)            | Max Verstappen (Red Bull-RBPT)          | George Russell (Mercedes)               |                              |
| 24      | 2023          | Mexiko-Stadt                            | Max Verstappen (Red Bull-RBPT)          | Lewis Hamilton (Mercedes)               | Charles Leclerc (Ferrari)               | Charles Leclerc (Ferrari)               | Lewis Hamilton (Mercedes)               |                              |
| 25      | 2024          | Mexiko-Stadt                            | Carlos Sainz jr. (Ferrari)              | Lando Norris (McLaren-Mercedes)         | Charles Leclerc (Ferrari)               | Carlos Sainz jr. (Ferrari)              | Charles Leclerc (Ferrari)               |                              |

| Legende   | Legende                                                                                              | Legende                                                     |
| Abkürzung | Klasse                                                                                               | Kommentar                                                   |
| --------- | --- | ----------------------------------------------------------- |
| F1        | Formel 1                                                                                             | Formel-1-Weltmeisterschaft ab 1950                          |
| F2        | Formel 2                                                                                             |                                                             |
| FL        | Formula libre                                                                                        | Fahrzeugklasse in der Regel vom Veranstalter ausgeschrieben |
| SW        | Sportwagen                                                                                           |                                                             |
| TW        | Tourenwagen                                                                                          |                                                             |
| GP        | Grand-Prix-Fahrzeuge                                                                                 |                                                             |
|           | ↓ Durchgehende graue Linien zeigen an, wann in der Geschichte auf einem neuen Kurs gefahren wurde. ↓ |                                                             |
|           | |                                                             |
|           | Einträge mit hellrotem Hintergrund waren keine Läufe zur Automobil- bzw. Formel-1-Weltmeisterschaft. |                                                             |
|           | Einträge mit gelbem Hintergrund waren Läufe zur Europameisterschaft.                                 |                                                             |

## Tödlich verunglückte Fahrer
- Ricardo Rodríguez, 1. November 1962, GP von Mexiko (Training)